# تومي رو
تومي رو (بالإنجليزية: Tommy Roe)‏ هو مغني ومغن مؤلف وموسيقي أمريكي، ولد في 9 مايو 1942 في أتلانتا في الولايات المتحدة.

## وصلات خارجية
- الموقع الرسمي
- تومي رو على موقع IMDb (الإنجليزية)
- تومي رو على موقع روتن توميتوز (الإنجليزية)
- تومي رو على موقع ميوزك برينز (الإنجليزية)
- تومي رو على موقع ديسكوغز (الإنجليزية)
- تومي رو على موقع قاعدة بيانات الفيلم (الإنجليزية)